# 董天民
董天民（？—？），中国戏剧家，曾任中国文学艺术界联合会全国委员会委员，中国戏剧家协会上海分会理事会理事。侄女为沪剧演员顾曼君。